# Soul Blazer
Soul Blazer är ett actionrollspel utvecklat av Quintet och utgivet av enix. Spelet släpptes till Super Nintendo 1992 (Japan), 1992 (USA), 1994 (Europa). Spelet är den första delen i Soul Blazer-serien, som består av Soul Blazer, Illusion of Time och Terranigma.